# Afasiförbundet i Sverige
Afasiförbundet är en partipolitiskt och religiöst obunden funktionsrättsorganisation som arbetar för personer med afasi eller språkstörning och deras anhöriga. Talknuten kallas Afasiförbundets verksamhet kring språkstörning på riks-, läns- och lokalnivå. Utgångspunkten för Afasiförbundets arbete är FN:s Konvention om rättigheter för personer med funktionsnedsättning. Förbundet är medlem av Funktionsrätt Sverige. 
Afasiförbundet har cirka 3300 medlemmar i 21 länsföreningar och cirka 50 lokalföreningar. Förbundet är medlem i Funktionsrätt Sverige. Förbundets medlemstidning heter Tidningen Afasi. Webbsida:  www.afasi.se Afasiförbundet har två officiella Facebooksidor, Afasiförbundet samt Talknuten.

## Talknuten
Talknuten är en föräldraförening som är ansluten till Afasiförbundet i Sverige och arbetar för barn och ungdomar med språkstörning och deras föräldrar.